# Моркінер
Моркіне́р (рос. Моркинер, марій. Моркэҥер) — присілок у складі Сернурського району Марій Ел, Росія. Входить до складу Зашижемського сільського поселення.

## Населення
Населення — 28 осіб (2010; 38 у 2002).
Національний склад (станом на 2002 рік):
- марі — 100 %